# Rutules
Les Rutules (en latin classique : Rŭtŭli, -ōrum, masculin pluriel) sont un peuple du Latium, au sud de Rome, dont la capitale est Ardée (Arděa, -ae).

## Étymologie
Le nom des Rutules est à mettre en rapport avec le latin rutilus, « d'un rouge éclatant » (se dit en particulier des cheveux roux). Cette couleur « rouge ardent » est néanmoins typique de la fonction guerrière.

## Les Rutules dans l'histoire romaine

### Dans l'épopée d'Énée
Selon la légende rapportée dans l'Énéide de Virgile, ils combattent Latinus, Énée et les Étrusques sous les ordres de leur roi Turnus, fils de Daunus, déjà roi des Rutules auquel s'est joint Mézence, tyran étrusque renié par ses sujets. Tite-Live quant à lui rapporte cet épisode ainsi :
« Les Aborigènes [de Latinus] et les Troyens [d'Énée] ont une guerre commune à soutenir. Turnus, roi des Rutules, à qui Lavinie avait été promise avant l’arrivée d’Énée, indigné de se voir préférer un étranger, a à la fois déclaré la guerre à Latinus et à Énée. Aucune des deux armées n’a à s’applaudir de l’issue du combat : les Rutules sont vaincus ; la victoire coûte aux Aborigènes et aux Troyens leur chef Latinus. Turnus et les Rutules, se défiant de leur fortune, cherchent un appui dans la puissance alors très florissante des Étrusques et de leur roi Mézence. Ce prince, qui dès l’origine a établi le siège de son empire à Caeré, ville fort opulente, n’a pas vu sans ombrage s’élever une cité nouvelle : croyant bientôt la sûreté des peuples voisins menacée par le rapide accroissement de la colonie troyenne, c'est sans répugnance qu’il associe ses armes à celles des Rutules. [... Énée] ose braver la puissance des Étrusques, qui remplissent alors du bruit de leur nom la terre et la mer dans toute la longueur de l’Italie, depuis les Alpes jusqu’au détroit de Sicile ; et bien qu’il aurait pu, à l’abri de ses murailles, tenir tête à l’ennemi, il fait sortir ses troupes et présente le combat. La victoire reste aux Latins [union des Aborigènes et des Troyens sous Énée] ».

### Siège d'Ardée par Tarquin le Superbe (509)
Le dernier roi de Rome, Tarquin le Superbe, mène une guerre contre Ardée tout à la fin de son règne : « [Les Romains] font de grands préparatifs de guerre contre les Rutules. Ils habitent la ville d’Ardée. C’est une nation puissante et riche, et pour le temps et pour le pays. [...] D’abord on essaie de prendre Ardée d’assaut ; mais cette tentative a peu de succès. On convertit le siège en blocus, et l’ennemi est resserré dans l’enceinte de ses murs ». C'est là qu'intervient l'épisode de Lucrèce suivi de la chute de Tarquin et l’instauration de la République romaine.
Tite-Live mentionne plus tard qu'un traité d'alliance et d'amitié est renouvelé, sans que l'on sache s'il fait suite à ce siège.

### Ardée, colonie romano-rutule (442)
Ardée réapparaît dans l'histoire romaine en 446, lors d'une dispute territoriale avec la cité d'Aricie. Les deux cités en appellent à Rome comme arbitre du conflit. Contre l'avis du Sénat, le peuple romain s’adjuge le territoire que se disputent les Ardéates et les Aricins. Les Ardéates se soulèvent l'année suivante contre cette décision. En 443, le traité d'alliance et d'amitié avec les Ardéates est renouvelé. Cette même année, l'aristocratie d'Ardée fait appel à Rome car elle est en proie à une guerre civile. Le peuple de la ville s'allie aux Volsques, vaincus par Rome. Les principaux auteurs de ces troubles sont exécutés.
À la suite de ce conflit, en 442, et vu que les dissensions civiles ont réduit de beaucoup la population d’Ardée, une colonie y est déduite pour se défendre contre les Volsques. La plus grande partie des colons est composée de Rutules, qu'on pourvoit de terres.
Tite-Live ne mentionne plus les Rutules dans ses livres suivants, mais la cité d'Ardée apparaît parfois, notamment comme lieu d'exil de l'ancien dictateur Camille.

### Sagonte, colonie partiellement ardéate
Selon Silius Italicus, les Sagontins (Sanguntini, -ium), habitants de la ville de Sagonte (Saguntum, -i), se nomment les Rutules, la ville ayant été fondée par des Ardéates. Tite-Live précise quant à lui qu'à « l'origine, [Sagonte est] colonie de l'île de Zacynthe, et qu'elle a reçu le mélange de quelques Rutules de la ville d'Ardée ».

### Sources

#### Sources antiques
- Cicéron, De la République, II, 5.
- Tite-Live, Histoire romaine, I, 2, IV, 11 et XXI, 7.
- Virgile, Énéide, VII, 409.
- Silius Italicus, La Guerre punique, I, 584.

#### Études modernes
- Stéphane Bourdin, « Ardée et les Rutules : réflexions sur l'émergence et le maintien des identités ethniques des populations du Latium préromain », Mélanges de l'École française de Rome, Antiquité, 117, 2, 2005, p. 585-631 (en ligne).